# Yvan Bernier
Pour les articles homonymes, voir Bernier et Yvan.
Yvan Bernier (né le 17 juin 1960) est un administrateur, homme d'affaires et homme politique fédéral et du Québec.

## Biographie
Né à Cap-aux-Os en Gaspésie, il entame sa carrière politique en devenant député du Bloc québécois dans la circonscription de Gaspé en 1993. Réélu par 179 votes devant le député sortant et libéral Patrick Gagnon, dans la nouvelle circonscription de Bonaventure—Gaspé—Îles-de-la-Madeleine—Pabok en 1997, il ne se représente pas en 2000.
Durant son passage à la Chambre des communes, il est porte-parole bloquiste de l'Agence de promotion économique du Canada atlantique de 1994 à 1997 et de Pêches et Océans de 1994 à 2000.